# Belin (opera)
Belin – barokowa opera skomponowana przez Jakoba Frančiška Zupana z librettem Feliksa Deva z 2. połowy XVIII wieku; pierwsza opera z librettem w języku słoweńskim.

## Historia
Muzykę napisał późnobarokowy kompozytor Jakob Frančišek Zupan, a libretto stworzył Feliks Dev, członek Zakonu Augustynów Bosych. Libretto zachowało się w almanachu utworów F. Deva Pisanice z 1780 roku (data została zapisana w postaci chronostychu), nie pada w nim nazwisko kompozytora muzyki. Muzyka była uważana za zaginioną do 2008 roku i nadal nie jest pewne, czy to co, zostało odnalezione jest muzyką do tejże opery.
Rozbudowane libretto z uwagami na temat scenografii i choreografii może wskazywać na to, że powstało ono po napisaniu muzyki. Nie wiadomo, czy opera była kiedykolwiek wystawiana (mogła zostać ocenzurowana i zapomniana), a pierwsza pisemna wzmianka o dziele pochodzi z 1868 roku – Josip Nolli napisał, że operetka Belin jest pierwszym słoweńskim dziełem dramatycznym.
Domniemana partytura dzieła została odnaleziona przez muzykologa Milko Bizjaka w 2008 roku w prywatnej kolekcji, należącej do potomków kompozytora. Odnaleziony rękopis muzyczny znajdował się w obszernej tece, a partytura sprawiała wrażenie nigdy nieużywanej. Rękopis pozostaje w rękach Milko Bizjaka. W 2018 roku towarzystwo Slovensko muzikološko društvo wystosowało oświadczenie, w którym domagało się publicznego ujawnienia znalezionych nut w celu ich zbadania, jako że środowisko muzykologiczne nie było w pełni przekonane, czy rzeczywiście doszło do znalezienia partytury do opery Belin.
Pierwsze wykonanie opery według odnalezionej partytury nastąpiło na podstawie transkrypcji Milko Bizjaka 30 września 2018 roku w Instytucie św. Stanisława w Lublanie.

## Charakterystyka

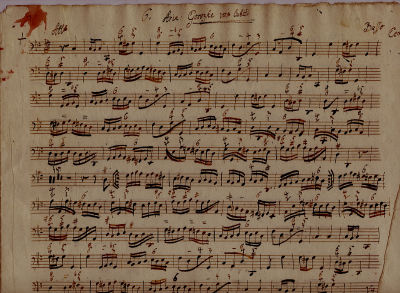
Partia basso continuo do arii Goreče vas lubiti z odnalezionego rękopisu

Według Milko Bizjaka dzieło jest przeznaczone dla pięciu solistów wokalnych oraz orkiestry smyczkowej z towarzyszeniem klawesynu, dwóch klarnetów i kotłów. Partie Ceres i Flory śpiewają alty, Pomony – sopran, Belina – tenor, a Burji – bas.
Według Milko Bizjaka opera, określana także jako operetka (nie należy jej jednak odbierać jako operetki, ale jako pełnoprawną, choć krótszą, operę), składa się z trzech aktów z dwoma uwerturami w akcie II i III. Pojawia się w niej sześć arii, po dwie w każdym akcie. Recytatywom towarzyszy basso continuo, realizowane przez klawesyn z towarzyszeniem skrzypiec. Muzyka ze znalezionej partytury jest barokowa z elementami muzyki programowej. Tekst napisano z wykorzystaniem słownictwa starosłoweńskiego, obfituje on w spółgłoski obecne w języku słoweńskim zwane jako sičniki i šumniki oraz w spółgłoski dźwięczne.

## Fabuła
Fabuła opery to alegoryczny przekaz gloryfikujący słoweńskość, jednocześnie skierowany przeciwko supremacji obcych mocarstw, zwłaszcza Niemiec.
Trzy nimfy: Ceres, Pomona i Flora przypływają na łodzi na wyspę, gdzie czczą boga światła i słońca – Belina, który pragnie ujarzmić postać o imieniu Burja, który jest alegorią cudzoziemca. Ten zazdrośnie mści się za złożone Belinowi ofiary, niszczy ołtarz Belina i domaga się czci dla siebie. Nimfy zanoszą prośby do Belina i zjawia się on na słonecznym rydwanie, przegania Burję i triumfuje.